# Ciro Madueño
Ciro Madueño Velasco (Sancos, Ayacucho, Perú, 12 de enero de 1943) es un artista peruano que ha desarrollado su estilo surrealista. 

## Biografía
Hijo de Félix Madueño y Dora Velasco, que junto a sus 10 hermanos conformaron su gran familia. Desde su infancia, su sensibilidad artística se fue nutriendo y desarrollando a tierna edad, gracias a la sensibilidad que su madre manifestaba por las diferentes formas de expresión del arte en general, la misma que ella le sabía inculcar con paciencia y con el diluyente incomparable del amor.
Ciro Madueño, señala que su vocación por la pintura se impuso desde el colegio. Cuando cursaba la escuela secundaria en la Gran Unidad Escolar de San Ramón, en la ciudad de Tarma «la perla de los Andes», donde tuvo la oportunidad de realizar telones y murales que aun perduran como testimonio de sus primeros pasos artísticos. Al terminar sus estudios secundarios, se inscribió en la Escuela Nacional de Bellas Artes, en Lima, al tiempo que cursaba estudios de economía por influencia de su padre. Aunque finalmente tuvo que dejar los estudios de economía para finalizar los de pintura.
La primera tendencia que obtuvo fue la clásico-figurativa, la cual imperaba por entonces en la Escuela Nacional de Bellas Artes. Culmina este periodo con una exposición en el Concejo Municipal de Tarma, a la edad de 19 años.
Por ciertos motivos ajenos a Ciro Madueño, abandonó momentáneamente la pintura y se dedicó a la creatividad industrial fabricando novedosos e ingeniosos juguetes educativos, alternando también, con la fabricación de estilizados muebles ejecutivos. Pero abandonó tal experiencia y decidió viajar a Europa.
LLegó a Francia en 1974. Compartió la vida nocturna y bohemia en los cafés «Le Dome», «La Palette», «La Rotonde», «Le Selécte», donde solían reunirse pintores, escultores, poetas de uno y otro mundo.
A los dos años de haber llegado a «la ciudad luz», resueltos algunos problemas económicos y superadas las dificultades del idioma, inició estudios en la Escuela de Bellas Artes en Versalles.
Cursó igualmente estudios de sociología en la Universidad PARIS-VIII VINCENNES. Lo que explica que muchas de sus obras expresan un contenido profundamente social.
Vivir en una metrópoli tan cosmopolita como es París, donde la cultura es múltiple, mundial y variada, con la participación activa de representantes de la cultura universal, que llegaban desde todos los continentes, fue el acontecimiento mayor de toda su vida. Su pintura se enriquece y la concepción de la vida y el mundo se perfilan cada vez con mayor nitidez, hasta que empezó a guiarse por un sistema de ideas coherentes que él mismo creó, en su intención de guardar convicciones profundas, tanto en la filosofía del arte, como también en la filosofía de la propia vida.
Prendado de amor de una colombiana, Elsa Pinto, volvió a Bogotá, donde fundó su hogar, abrió un taller de pintura.
En diciembre de 1979, la hermana república de Venezuela le abrió sus puertas por la región del Táchira, donde radicó muchos años. En este periodo, el paisaje andino fue una constante en su obra, sobre todo en sus primeras exposiciones en el Táchira.
El acontecimiento mayor en el Táchira, constituyó la exposición «Flora y Gestación» que Juanita Picas organizó, inaugurando su galería MATIZ.
Esta vez con la tendencia surrealista iniciada en París, la misma que caracteriza y le da identidad en lo fundamental a su obra en general. Influenciado aun en ese entonces, seguramente, por lo onírico de su compatriota Gerardo Chávez, lo original de Max Ernest y lo mágico del chileno Roberto Matta.

Quiero en fin, en el futuro, ser el pintor del pasado, y quiero volver al pasado para ser el pintor del futuro. Quiero en definitiva, estar en el seno del tiempo, guardando celoso, siempre presente en mi obra, al hombre!
¡Con AMOR - MUNDO!
Ciro Madueño V.

## Exposiciones
- 1969 Salón de la Municipalidad de Tarma - Perú
- 1977 Colectiva en París - Francia
- 1980 Feria Industrial en San Cristóbal - Venezuela
- 1981 Club de leones de San Cristóbal - Venezuela
- 1981/1982/1983 Hotel Tama, San Cristóbal - Venezuela
- 1984 Consulado General de Venezuela, Cúcuta - Colombia
- 1985 Inauguración del Colegio Don Bosco, San Cristóbal - Venezuela
- 1986 Salón de lectura, San Cristóbal - Venezuela
- 1986 Inauguración de la galería Matiz en el centro cívico, San Cristóbal - Venezuela
- 1986  Colegio de ingenieros, Maracaibo - Venezuela
- 1987 Country Club “El Lago”, Maracaibo - Venezuela
- 1987 Colegio de profesionales de enfermería, Caracas - Venezuela
- 1993 Inauguración de la galería Arte “Jordy”, Bogotá - Colombia
- 1994 Fundación Alzate Avendaño “Eclectia”, Bogotá - Colombia
- 1995 Galería Salón de Artistas Santandereanos, Bogotá - Colombia
- 1996 Noches de Arte, residencia del pintor, Bogotá - Colombia
- 1997 Exposición Colectiva, residencia del pintor, Bogotá - Colombia
- 1998 Instituto Universitario de Tecnología industrial Rodolfo Loero Arismendi, Valera - Venezuela
- 1999 Taller abierto, residencia del pintor, Bogotá - Colombia
- 2000 Inauguración de la galería “Sin Límite”, Lima - Perú
- 2001 VI Biennale Internationale Des Po’eles en Val De Marne (Homenaje a Pablo Neruda), París - Francia
- 2002 Asociación Cultural “Sexto Continente”, París - Francia
- 2004 Galería “Exhalart”, París - Francia
- 2005 Meudia Studio, Lyon - Francia
- 2007 Casona Cultural de San Marcos, Lima - Perú
- 2009 Restaurante ‘MI PERÚ’, Bogotá - Colombia
- 2015 Kleur Gallery, Colectiva “Paseo por Latinoamérica”, Santiago – Chile.